# Rizomeliczna chondrodysplazja punktowa
Rizomeliczna chondrodysplazja punktowa (ang. rhizomelic chondrodysplasia punctata, RCDP) – typ chondroplazji punktowej o cięższym przebiegu. Choroba dziedziczona autosomalnie recesywnie.

## Objawy
- niedorozwój umysłowy
- skrócenie kończyn
- mikrocefalia
- dysmorfizm twarzy
- zaćma
- rybia łuska[1]

## Rokowanie
Śmierć ok. 1 roku życia. Znane przypadki osób przeżywających do 16 roku życia.

## Neuropatologia
Defekt syntezy plazmalogenu, wzrost poziomu kwasu fitanowego. Peroksysomy są obecne, ale ich struktura może być zaburzona. Poziom VLCFA (ang. very long chain fatty acids) i oksydacja VLCFA są niezaburzone.